# Europaschule Gymnasium Westerstede
Die Europaschule Gymnasium Westerstede ist ein  allgemeinbildendes Gymnasium in der Kreisstadt Westerstede. Seit 1989 verfügt die Schule über einen Musikzweig und seit 1998 trägt sie den offiziellen Titel als Europaschule.

## Geschichte der Schule
Im Jahre 1850 entstand an der Westersteder Volksschule eine Private Lateinschule, die als Vorläufer des heutigen Gymnasiums gilt. Nachdem der Oldenburger Landtag im Jahre 1910 die Trägerschaft der Schulen an die Gemeinden übertragen hatte, führte der Gemeindevorsteher und Gemeinderat von Westerstede die alte Privatschule als Höhere Bürgerschule mit dem Schulleiter Paul von Römer weiter. Im Jahre 1949 fand in Westerstede das erste Abitur statt und 1957 wandelte der Niedersächsische Landtag die, zwischenzeitlich in „Oberschule für Jungen“ (51 % der Schüler waren Mädchen) umbenannte, Höhere Bürgerschule in das Gymnasium Westerstede um. Im Jahre 1998 bekam die Schule den Titel Europaschule, unter anderem als Anerkennung der vielfältigen Schulpartnerschaften, vor allem in Osteuropa. Zwischen 2004 und 2024 betrieb die Europaschule Gymnasium Westerstede, aufgrund mangelnden Platzes am Hauptstandort, eine Außenstelle in Apen.

## Beschreibung

### Förderverein
Hervorgehend aus einem 1957 gegründeten „Elternspendefonds“ entstand im Jahre 1976 der Förderkreis für das Gymnasium Westerstede e.V. In den ersten 30 Jahren beliefen sich die aus Mitgliedsbeiträgen und Spenden gespeisten Einnahmen des Förderkreises auf insgesamt etwa 150.000 €, die für Projekte im Sinne der Schülerschaft verwendet wurden. 2010 hatte der Verein etwa 360 Mitglieder. Die Mitglieder des Fördervereins stammen vorwiegend aus der Elternschaft und dem Ehemaligen-Kreis der Schule.

### Schülerrat und Schülervertretung
Die Klassensprecherinnen und Klassensprecher, sowie Seminarfachsprecherinnen und Sprecher bilden gemeinsam den Schülerrat (SR) der Europaschule Gymnasium Westerstede. Der Schülerrat wählt turnusgemäß die Vertreterinnen und Vertreter der Schülerschaft für die Gesamt- und Fachkonferenzen, den Kreis- und Stadtschülerrat, den Schulvorstand sowie die zehn Mitglieder der Schülervertretung (SV).
Die Schülervertretung setzt sich im Schulalltag und in verschiedenen Gremien für die Interessen der Schülerschaft ein und organisiert mehrere Großveranstaltungen, wie das jährliche Sommerfest, den Weihnachtsbasar und den Winterball. Des Weiteren beteiligt sie sich an der „Initiative gegen das Vergessen“, welche einen jährlichen Gedenkgang zur Reichspogromnacht in der Stadt Westerstede organisiert.

### Theater, Chor und Orchester
Bereits seit 1948 findet an der Europaschule Gymnasium Westerstede schulische Theaterarbeit statt. Seit 1995 besteht die Theater-AG „Die Mücken“, die einmal jährlich spielt. Auch die Arbeitsgemeinschaften Chor und Orchester (Jugendorchester Westerstede) bestehen bereits seit den 1950er Jahren und treten regelmäßig auf.

### Wissenschaftsforum Westerstede
Das Wissenschaftsforum Westerstede ist ein Pilotprojekt zur Berufs- und Studienorientierung an der Europaschule Gymnasium Westerstede. Es wurde 2019 von den Lehrkräften Michael Timpe und Dr. Daniel Osewold ins Leben gerufen und basiert primär auf den zwei Säulen des Stipendiatenprogramms und des Referentenprogramms. Das Stipendiatenprogramm ermöglicht Schülerinnen und Schülern des elften Jahrgangs Forschungspraktika in verschiedene Bereichen der Wissenschaft, Kultur und Politik. Im Rahmen des Referentenprogramms hingegen werden verschiedene Vorträge und Veranstaltungen mit Vertreterinnen und Vertretern wissenschaftlicher, kultureller und politischer Institutionen an der Schule organisiert.
Zu den bisherigen Gästen des Referentenprogramms zählen unter anderem Matthias Burchardt, Jochen Oltmer, Klaus Zierer, Hermann Lotze-Campen, sowie der Leibniz-Preisträger Jörn Leonard.

## Partnerschulen im Ausland
- Frankreich – Le College St Joseph de Navarin
- Lettland – Liepājas Rietumkrasta Vidusskola
- Litauen – Šilutés Vydūno Gymnazija
- Niederlande – Het Nieuwe Lyceum
- Polen – Liceum Ogólnokształcące nr. XIII
- Spanien – IES Conde de Aranda
- Slowakei – Spojená Škola

## Schulleiter
| Name                    | Amtszeit  |
| ----------------------- | --------- |
| Paul von Römer          | 1910–1931 |
| Herr Gardeler           | 1932–1934 |
| Harms Stillahn          | 1934–1957 |
| Kurt Blohm              | 1957–1964 |
| Karlheinz Schulz-Streek | 1965–1974 |
| Friedrich Hüffmeier     | 1974–2000 |
| Norbert Brumloop        | 2001–2020 |
| Henning Kratsch         | seit 2020 |

## Persönlichkeiten

### Bekannte ehemalige Schülerinnen und Schüler
- Meinert Meyer (Abitur 1961), Pädagoge
- Hilbert Meyer (Abitur 1961), Pädagoge
- Melanie Luck von Claparède (Abitur 1963), Kunsthistorikerin und Autorin
- Lorenz Pfeiffer (Abitur 1966), Sportwissenschaftler und Historiker
- Wolfgang Hackbusch (Abitur 1967), Mathematiker
- Manfred Görtemaker (Abitur 1969), Historiker
- Uwe Meiners (Abitur 1972), Ethnologe
- Uwe Lal (Abitur 1975), Gemeindepädagoge und Liedermacher
- Kolja Mensing (Abitur 1990), Schriftsteller und Literaturkritiker
- Matthias Pohlig (Abitur 1993), Historiker
- Lena Nzume (Abitur 1999), Politikerin und Soziologin
- Thomas Boyken (Abitur 2000), Germanist
- Martin Kistner (Abitur 2003), Tonmeister